# Хайнрих Фридрих фон Хоенлое-Лангенбург
Хайнрих Фридрих фон Хоенлое-Лангенбург (на немски: Heinrich Friedrich zu Hohenlohe-Langenburg; * 7 септември 1625, Лангенбург; † 2 юни 1699, Лангенбург) е граф на Хоенлое-Лангенбург (1628 – 1699).

## Произход
Той е син на граф Филип Ернст фон Хоенлое-Лангенбург (1584 – 1628) и съпругата му графиня Анна Мария фон Золмс-Зоненвалде (1585 – 1634), дъщеря на граф Ото фон Золмс-Зоненвалде (1550 – 1612) и графиня Анна Амалия фон Насау-Вайлбург (1560 – 1635), дъщеря на граф Албрехт фон Насау-Вайлбург.

## Фамилия
Първи брак: на 25 януари 1652 г. с графиня Елеанора Магдалена фон Хоенлое-Вайкерсхайм (* 22 март 1635; † 14 ноември 1657), дъщеря на чичо му граф Георг Фридрих фон Хоенлое-Нойенщайн-Вайкерсхайм (1569 – 1645) и на Мария Магдалена фон Йотинген-Йотинген (1600 – 1636). Те имат децата:
- София Мария (*/† 1653)
- Филип Албрехт Фридрих (*/† 1654)
- Мария Магдалена (*/† 1655)
- Ернст Еберхард Фридрих (1656 – 1671)

Втори брак: на 5 юли 1658 г. с графиня Юлиана Доротея фон Кастел-Ремлинген (* 30 януари 1640; † 5 май 1706), дъщеря на граф Волфганг Георг фон Кастел-Ремлинген (1610 – 1668) и графиня София Юлиана фон Хоенлое-Валденбург-Пфеделбах (1620 – 1682). Те имат децата:
- Албрехт Волфганг (1659 – 1715), граф на Хоенлое-Лангенбург, ∞ 1686 графиня София Амалия фон Насау-Саарбрюкен (1666 – 1736)
- Христина Юлиана (*/† 1661)
- Лудвиг Христиан (1662 – 1663)
- Филип Фридрих (1664 – 1666)
- София Христиана Доротея (*/† 1666)
- Луиза Шарлота (1667 – 1747), ∞ 1689 граф Лудвиг Готфрид фон Хоенлое-Валденбург (1668 – 1728)
- Христиан Крафт (1668 – 1743), граф на Хоенлое-Ингелфинген, ∞ 1701 графиня Мария Катарина София фон Хоенлое-Валденбург (1701 – 1761)
- Елеанора Юлиана (1669 – 1750), ∞ 1690 граф Йохан Ернст фон Хоенлое-Йоринген (1670 – 1702)
- Мария Магдалена (1670 – 1671)
- Фридрих Еберхард (1672 – 1737), граф на Хоенлое-Кирхберг, I. ∞ 1702 графиня Фридерика Албертина фон Ербах-Фюрстенау (1683 – 1709), II. ∞ 1709 принцеса Августа София фон Вюртемберг (1691 – 1743)
- Йохана София (1673 –1743), ∞ 1691 (развод 1725) граф Фридрих Христиан фон Шаумбург-Липе (* 1655; † 1728), граф на Шаумбург-Липе
- Христина Мария (1675 – 1718), монахиня в Гандерсхайм
- Мориц Лудвиг (1676 – 1679)
- Августа Доротея (1678 – 1740), ∞ граф Хайнрих XI фон Ройс-Шлайц (1669 – 1726)
- Филипа Хенриета (1679 – 1751), ∞ 1699 граф Лудвиг Крафт фон Насау-Саарбрюкен (1663 – 1713)
- Ернестина Елизабет (1680 – 1721)